# Amphipyra satinea
Amphipyra satinea är en fjärilsart som beskrevs av Rougemont 1905. Amphipyra satinea ingår i släktet Amphipyra och familjen nattflyn. Inga underarter finns listade i Catalogue of Life.